# Bivoljak
Bivolak en albanais et Bivoljak en serbe latin (en serbe cyrillique : Бивољак) est une localité du Kosovo située dans la commune/municipalité de Vushtrri/Vučitrn et dans le district de Mitrovicë/Kosovska Mitrovica. Selon le recensement kosovar de 2011, elle compte 730 habitants, dont 729 albanais.

## Démographie

### Évolution historique de la population dans la localité
| 1948 | 1953 | 1961 | 1971 | 1981 | 1991 | 2011 |
| ---- | ---- | ---- | ---- | ---- | ---- | ---- |
| 440  | 512  | 629  | 777  | 895  | 903  | 730  |

|  |